# Peter von Kant
Peter von Kant je francouzský hraný film z roku 2022, který režíroval François Ozon podle vlastního scénáře. Jedná se o druhé zfilmování divadelní hry Hořké slzy Petry von Kantové (Die bitteren Tränen der Petra von Kant), které poprvé pod stejným názvem režíroval Rainer Werner Fassbinder v roce 1972. François Ozon však oproti předloze změnil hlavní ženskou postavu na mužskou. Snímek měl světovou premiéru na Mezinárodním filmovém festivalu Berlinale 10. února 2022.

## Obsazení
| Denis Ménochet     | Peter von Kant |
| Isabelle Adjaniová | Sidonie        |
| Hanna Schygulla    | Rosemarie      |
| Stefan Crepon      | Karl           |
| Khalil Ben Gharbia | Amir           |
| Aminthe Audiard    | Gabrielle      |

## Ocenění
- nominace na cenu Teddy Award